# Komarekiona eatoni
Komarekiona eatoni és una espècie de cuc de terra, l'única dins el gènere Komarekiona. Habita a Kentucky, als Estats Units. En anglès se'l coneix com a cuc de terra de Kentucky (Kentucky Earthworm).
Tot i que no es coneixen gaires detalls sobre què pot amenaçar Komarekiona, se sap que aquesta espècie no és present a sòls ocupats per la planta invasora Rhododendron maximum. També és sensible a la desaparició de bosc.